# Meredith Michaels-Beerbaum
Meredith Michaels-Beerbaum (Los Angeles, 26 dicembre 1969) è una cavallerizza statunitense naturalizzata tedesca.

## Palmarès

### Olimpiadi
- 1 medaglia:
  - 1 bronzo (Rio de Janeiro 2016 nel salto a squadre)

### Mondiali
- 3 medaglie:
  - 1 oro (Kentucky 2010 nel salto a squadre)
  - 2 bronzi (Aachen 2006 nel salto individuale; Aachen 2006 nel salto a squadre)

### Europei
- 6 medaglie:
  - 3 ori (Hickstead 1999 nel salto a squadre; San Patrignano 2005 nel salto a squadre; Mannheim 2007 nel salto individuale)
  - 2 argenti (Mannheim 2007 nel salto a squadre; Aachen 2015 nel salto a squadre)
  - 1 bronzo (Windsor 2009 nel salto a squadre)